# Hymenobelba flexisetosa
Hymenobelba flexisetosa är en kvalsterart som beskrevs av Malcolm Luxton 1988. Hymenobelba flexisetosa ingår i släktet Hymenobelba och familjen Ameridae. Inga underarter finns listade i Catalogue of Life.